# L'uomo che cammina
L'uomo che cammina (歩く人?, Aruku hito) è un manga scritto e disegnato da Jirō Taniguchi nel 1990, pubblicato dalla Kōdansha sui numeri speciali di Extra Morning Party dal numero 30 del 1990 al numero 41 del 1991 e in seguito raccolto in volume unico.
L'uomo che cammina è stato pubblicato in Italia nel marzo 1999 dalla Planet Manga con un volume unico in un'edizione che presenta una fumettografia dell'autore e un commento dell'opera di Davide Castellazzi, tra i massimi esperti italiani di manga.

## Trama
L'opera racconta e descrive attraverso una serie di vignette in cui i dialoghi sono quasi totalmente assenti, le passeggiate giornaliere di un uomo senza nome che si perde tra le strade e i sentieri del suo quartiere, situato in una non specificata cittadina giapponese. Durante tali passeggiate l'uomo si sofferma ad osservare attentamente le piccole cose di ogni giorno, apprezzando la pace che solo la natura può trasmettere.